# Werewolf vs. Comanche 2.0
Werewolf vs. Comanche 2.0 (außerhalb Europas als Werewolf vs. Comanche) ist eine Helikopter-Flugsimulation, die von NovaLogic entwickelt und von Softgold vertrieben wurde. Sie erschien erstmals 1995 für MS-DOS und 1997 für Mac OS. Es handelt sich um den Nachfolger zu Comanche: Operation White Lightning und den zweiten Teil innerhalb der Comanche-Reihe. Technisch gesehen handelt es sich um zwei Spiele, die später auch getrennt als Werewolf und Comanche 2.0 in Budgetfassungen erschienen.

## Spielprinzip
Die beiden Spiele sind identisch. Lediglich der simulierte Kampfhubschrauber ist unterschiedlich: der russische Kamow Ka-50 mit dem Beinamen Werwolf und der RAH-66 Comanche. In einigen Missionen sind jetzt auch Landungen möglich, um aufzutanken und aufzumunitionieren. Beide Spiele können auch dazu verwendet werden, um per Modem oder Nullmodem-Kabel gegeneinander und miteinander im Netzwerk zu spielen. Erneut kommt die Voxel-Space-Engine zum Einsatz. Neu ist die Darstellung von Wolken und qualmenden Wracks.

## Rezeption
Florian Stangl von PC Player vermisste die technische Innovation gegenüber dem Vorgänger, etwa das Fehlen von SVGA-Unterstützung oder 3D-Objekten wie Häusern. Es böte größtenteils nur Detailverbesserungen. Der Werwolf bringe durch seine Wendigkeit neue spielerische Aspekte. Seine Kollegin Monika Stoschek bemerkte, dass die Steuerung jedoch dennoch identisch und damit eingängig sei. Sie hob den neuen Mehrspielermodus und die Sprachausgabe mit russischem Akzent hervor. Der Schwierigkeitsgrad der Missionen sei ansteigend und dabei gut ausbalanciert. Max Magenauer von PC Joker resümierte, das Spiel lebe von seiner leicht verbesserten Spielbarkeit. Auch drei Jahre nach dem revolutionären ersten Teil sei der technisch vergleichbare Nachfolger weiterhin gut. Sascha Gliss von Power Play hingegen gab sich verärgert, dass ein nahezu unverändertes Spiel vom Hersteller erneut veröffentlicht wurde. Er empfand die wenigen grafischen Detailverbesserungen als unwesentlich. Der Titel hätte den Umfang einer Computerspiel-Erweiterung.